# Sorato
Aguinaldo Luiz Sorato, mais conhecido como Sorato (Araras, 8 de abril de 1969), é um ex-futebolista brasileiro que atuava como atacante.
Jogou por vários clubes, mas se destacou principalmente no Vasco da Gama. Foram 20 clubes em sete estados brasileiros e no Distrito Federal, além de uma rápida passagem pela Hungria. Sorato encerrou sua carreira em 2009, no Tigres do Brasil. 
É primo do ex-goleiro Velloso.

## Carreira como jogador
Jogando como centroavante, o jogador logo se tornou uma grande promessa no Vasco da Gama. Após alguns anos como amador, profissionalizou-se na equipe cruzmaltina em 1988 e em pouco tempo já era titular. A consagração veio no Campeonato Brasileiro de 1989, quando fez o único gol na final contra o São Paulo, dando o título ao Vasco.
No segundo semestre de 1992, chegou ao Palmeiras, onde estreou em 4 de julho contra Sãocarlense, pelo Campeonato Paulista. Ficou no clube até agosto de 1994, onde marcou 8 gols em 48 jogos e conquistou o Campeonato Paulista de 1993 e 1994, o Campeonato Brasileiro de 1993 e o Torneio Rio-São Paulo de 1993.
As rápidas passagens sem gols pelo Cruzeiro, em 1994, e pelo Santa Cruz, em 1995, não justificaram a promessa que havia sido fomentada pela mídia e pelos torcedores vascaínos. Mesmo assim, seu "currículo" de títulos é invejável e sua qualidade como atacante indiscutível.
No início de 2008 foi contratado pelo Atlético Goianiense. Em julho do mesmo ano foi contratado pelo Bacabal Esporte Clube, clube do Maranhão sediado em Bacabal que disputa a Primeira Divisão do Campeonato Maranhense e a série C do Campeonato Brasileiro em 2008.
Em 2009, foi contratado pelo Esporte Clube Tigres do Brasil para disputar o Campeonato Estadual da Primeira Divisão do estado do Rio de Janeiro.
Em 2011, ele disputou a Copa Panorama de Futebol pelo clube Ribeiro Junqueira de Leopoldina, MG.

#### Gols[9]
Sorato marcou em seus 20 anos de carreira profissional cerca de 268 gols, sendo 23 de pênalti, incluindo um em uma partida amistosa entre Parma e Lazio, realizada em 21 de maio de 1994, pelo Torneio Brasil-Itália, e no 1º jogo de inauguração do estádio Giulite Coutinho, pelo America-RJ, em 2000. Somente pelo Vasco da Gama foram 85 gols.

## Carreira como treinador
Após pendurar as chuteiras, Sorato passou a ser auxiliar técnico no Tigres do Brasil, onde encerrou a carreira, como jogador e logo depois assumindo a equipe principal.

## Títulos

### Como jogador
Vasco da Gama
- Copa Libertadores da América: 1998
- Campeonato Brasileiro: 1989 e 1997
- Campeonato Carioca: 1988 e 1998
- Taça Guanabara: 1990 e 1998
- Taça Rio: 1988 e 1998
- Copa Rio Estadual: 1992
- Taça Adolpho Bloch: 1990
- Troféu Ramón de Carranza:  1988 e 1989
- Torneio da Amizade (África): 1991
- Torneio de Metz (França): 1989

Palmeiras
- Campeonato Brasileiro: 1993
- Campeonato Paulista: 1993[6] e 1994
- Torneio Rio-São Paulo: 1993

Juventude
- Campeonato do Interior: 1995

Botafogo
- Troféu Teresa Herrera: 1996
- Copa Nippon Ham: 1996
- III Torneio Presidente da Rússia: 1996
- Campeonato Carioca: 1997[12]
- Taça Guanabara: 1997
- Taça Rio: 1997

Paulista
- Campeonato Brasileiro - Série C: 2001
- Campeonato Paulista - Série A2: 2001

Vitória
- Campeonato Baiano: 2007

Bacabal
- Taça Cidade de São Luís: 2008

### Como treinador
Vasco da Gama (Juniores)
- Taça Belo Horizonte de Futebol Júnior: 2013

## Artilharia
Bahia
- Campeonato Brasileiro - Série C: 2006 (16 gols)